# Gryneion
Koordinaten: 38° 53′ N, 27° 4′ O
Gryneion (altgriechisch Γρύνειον), auch Grynion (Γρύνιον) oder Gryneia (Γρύνεια), war eine antike Stadt in der Landschaft Aiolis an der nordwestlichen Ägäisküste der heutigen Türkei beim Vorgebirge Temaşalik Burnu.
Sie erscheint zuerst in der Geschichte als Mitglied des Delisch-Attischen Seebunds im 5. Jahrhundert v. Chr. Gegen Ende des Peloponnesischen Kriegs gelangte die Stadt unter persische Herrschaft. Während des Alexanderzugs wurde Gryneion erobert, seine Bewohner versklavt. In hellenistischer Zeit war es zeitweilig mit seiner Nachbarstadt Myrina vereinigt. Im 3. Jahrhundert v. Chr. prägte Gryeion eigene Münzen.
Bekannt war Gryneion vor allem durch sein Heiligtum des Apollon, das auch eine Orakelstätte war. Es stand auf einem Vorgebirge, wo sich aber nur wenige Reste erhalten haben.
Funde aus Gryneion, hauptsächlich Keramik, sind im Archäologischen Museum Bergama ausgestellt.